# Хосе Рамирес де Сааведра-и-Ульоа
Хосе де Сааведра-и-Ульоа, также известен как Хосе Рамирес де Сааведра-и-Ульоа (исп. José Ramírez de Saavedra y Ulloa, José de Saavedra y Ulloa; ок. 1612, Севилья — 1662, Ривас-Васьямадрид) — испанский военный и государственный деятель, рыцарь Ордена Сантьяго (1630), 1-й виконт де Ривас (1637), 1-й маркиз де Ривас-де-Сааведра (24 июля 1641). Капитан пехоты (1633—1635), капитан кавалерии (1635—1636) и полевой магистр (1641—1642), командовавший собственной терцией, известной как Терцио де Сааведра.

## Происхождение и семья
Второй сын Гаспара Хуана Ариаса де Сааведры и Рамиреса де Мендосы (1593—1622), 5-го графа Кастельяра, и Франсиски де Ульоа Осорио-и-Сааведра, дочери и наследницы Хуана Гаспара де Ульоа и Осорио, 1-го графа Вильялонсо, и Терезы де Сааведра и Суньига.
Его старший брат, Фернандо Ариас де Сааведра-и-Ульоа (1611—1651), был 6-м графом Кастельяр, 4-м графом Вильялонсо и 3-м маркизом Малагон, но Хосе взял фамилию своей бабушки, Беатрис Рамирес де Мендоса (умерла в Мадриде, 3 ноября 1626 г.), которая отказался от сеньории Ривас в его пользу, когда она поступила Орден Херонима после смерти своего мужа, 4-го графа Кастельяра. Вот почему дон Хосе появляется под именем Хосе Рамирес де Сааведра-и-Ульоа.
У него также была сестра, Беатрис Ариас де Сааведра-и-Ульоа, которая была придворной дамой королевы.
Через три года после смерти отца его мать снова вышла замуж (1625 г.) за Франсиско Давилу Гусмана-и-Веласкеса де ла Торре, 4-го маркиза де Лириана. От этого брака родились две сводные сестры дона Хосе: Леонор Давила и Гусман де Ульоа (5-я маркиза Лориана и Пуэбла-де-Сан-Бартоломе) и Инес Давила Энрикес.

## Биография

### Начало

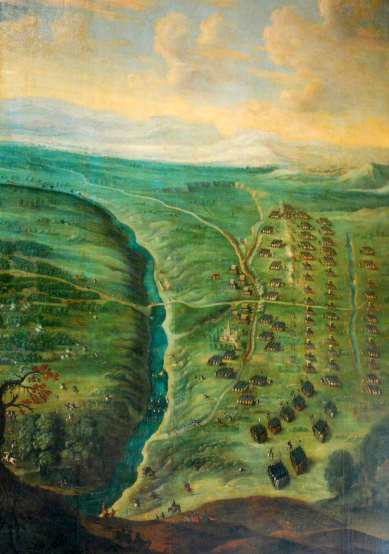
Битва при Авене (20 мая 1635 года)

Он был менином при дворе короля Испании Филиппа III и в начале правления его сына Филиппа IV, пока ему не исполнилось семнадцать лет (1629 г.), когда он отправился во Фландрию в свите дона Диего Месии Фелипеса де Гусмана-и-Давилы, зятя его матери по второму браку.
Позже он поступил на службу в терцию под командованием Алонсо Ладрона де Гевара-и-Беллидоса (будущая Терсио де Сориа), где получил звание капитана пехоты (1633 г.).
Во время катастрофической битвы при Авене или Ле-Авене (20 мая 1635 г.) его терция была практически уничтожена, когда он был ранен и взят в плен французами. Спустя некоторое время, в ноябре того же года, он был спасен.
Из-за этого действия Терсио де Ладрон де Гевары стала известена как «Tercio de la Sangre», восемь его капитанов были убиты, а полевой магистр взят в плен. Терцияо была быстро переформирована и передана под командование недавно назначенного полевого мастера дона Алонсо Переса де Виверо-и-Менчака (1636 г.).

### Основание Tercio de Saavedra
В 1636 году Хосе Рамирес де Сааведра-и-Ульоа вернулся в Испанию с чином капитана кавалерии, получив 1 ноября 1636 года Tercio de Infantería, чтобы быстро вернуться во Фландрию. Эта единица будет известна как Tercio de Saavedra, перейдя к потомству как Tercio Nuevo de Jaén (1694 г.), Хаэнский полк (1707 г.) Хаэнский полк № 11 (1715 г.), 2-й батальон Королевского полка (1733 г.), Хаэнский полк № 33 (1793 г.), 36-й линейный полк Хаэна (1815 г.), пехотные батальоны 63 и 64 (1823 г.), 72-й пехотный полк Хаэна (1919 г.), 10-й пехотный полк (1931 г.), пехотный полк Хаэна № 50 (1939 г.), 25-й пехотный полк (1944 г.), 25-я пехотная группа Хаэн (1960 г.), снова 25-й пехотный полк (1963 г.) и, наконец, 25-й мотострелковый полк Хаэн (1986 г.), которым он оставался до своего окончательного роспуска.
Терция, набранная в землях Андалусии, Кастилии и Галисии (1636 г.), отплыла из порта Ла-Корунья во Фландрию, куда прибыли в 1637 году, присоединившись к испанской армии, где была включена в состав терции Энрике де Алагон-и-Пиментеля, 3-го маркиза де Каланда (Терсио де Сицилия), Санчо Давила (будущая Терсио де Самора) и Алонсо Перес де Виверо-и-Менчака (будущая Терсио де Сориа).
Первоначально организованный как терция в 1636 году, она состояла из 15 рот по 200 квадратов, с 60 пикинёрами, 90 аркебузирами и 40 мушкетерами.
Командуя своей терцией, Хосе Рамирес де Сааведра-и-Ульоа отличился в военных действиях под предводительством кардинала-инфанта Фердинанда Австрийского при освобождении крепости Кало (3 июня 1638 г.), при снятии осады Сен-Омера (июль 1638 г.), при освобождении де Гельдерса (1639 г.), при защите Хюльста (1640 г.). В то время в терции служило около 1000 пехотинцев и 300 кавалеристов.
Во время кампании 1640 года он продолжал командовать терцией, принадлежавшей Антонио Санчо Давила-и-Толедо Колонна (Tercio de Zamora), когда его отправили в Лондон в качестве чрезвычайного посла. Однако, не дождавшись чина генерала, он решил вернуться в Испанию в конце того же года, чтобы обосновать свои требования при дворе.

### Маркиз де Ривас
Хотя король Испании Филипп IV не пожаловал ему звание генерала, он удостоил его маркизата де Ривас (выданного 25 июля 1641 года), тем самым признав его заслуги во Фландрии. Этот маркиз также известен как маркиз Ривас де Сааведра.

### Восстание в Португалии и война жнецов
В начале Португальской войны за независимость (с мая по октябрь) Хосе Рамирес де Сааведра-и-Ульоа командовал полком Guarda del Rey (будущий Tercio de Castilla, а затем Morados Viejos), дислоцированным в Эстремадуре. Однако вместе с другими дворянами, такими как 6-й герцог Альба, 8-й герцог Бехар и 9-й герцог Медина-Сидония, он отказался от подчинения неумелому и амбициозному генералу Мануэлю де Суньига-и-Фонсека, 6-му графу де Монтеррей, родственнику графа-герцога Оливареса.
Маркиз Ривас, оскорбленный фаворитизмом графа Монтеррея по отношению к полевому магистру Мартину де Мухика-и-Буитрону, пригрозил удалиться в свои владения, но король предложил ему командование артиллерией армии под командование Педро Антонио де Арагона и Джероламо Марии Караччоло, которая была сформирована для подавления восстания жнецов Каталонии, в частности, для помощи Руссильону. Но военная экспедиция, вышедшая из Таррагоны 23 марта 1642 года, потерпела сокрушительный провал.
В битве при Монтмело (28 марта 1642 г.) половина войск была потеряна в ходе первых боев против французских войск Филиппа де Унданкура (графа Ламотта), поддерживаемых каталонскими повстанцами. Те, что остались, через три дня сдались в Ла-Гранаде, недалеко от Вильяфранка-дель-Пенедес. Хосе де Сааведра был среди них. В плену его перевели в Барселону, а позже в Монпелье. Король Филипп IV отказался выкупить его из плена, так как позже в июле 1643 года произошёл обмен пленными между французами и испанцами, в ходе которого он был освобожден.

### Последние дни
После событий в Каталонии дон Хосе де Сааведра удалился в свой маркизат де Ривас (1643 г.), недалеко от Мадрида, где и умер в 1662 году.
Выйдя на пенсию, он посвятил себя спонсированию литературной деятельности, возможно, вдохновив самого Лоренцо де Себальоса-и-Арсе на написание своего рассказа о кампаниях во Фландрии, в которых он участвовал.
Он заказал фламандскому художнику Себастьяну Вранксу в общей сложности шесть картин, изображающих самые известные боевые действия в его карьере, которые сегодня находятся в музее и Дворце маркизов Виана в столице Кордовы.

## Семья и потомки
Он женился на донье Андреа Аграмонте-и-Веласко, у них был единственный сын Франсиско Рамирес де Сааведра-и-Аграмонте (1645 — ок. 1720), 2-й маркиз Ривас.
Его потомок Хуан Мартин Перес де Сааведра-и-Рамирес, VI маркиз Ривас-де-Сааведра (1758—1802), в 1793 году получил от короля Испании Карла IV титул герцога Ривас-де-Сааведра (в правление Изабеллы II титул был сокращен до герцога де Риваса). Его второй сын, Анхель Перес де Сааведра (1791—1865), унаследовавший титул 3-го герцога де Риваса после смерти своего старшего брата Хуана, был грандом Испании, а также известным драматургом, поэтом, историком, художником, солдатом и министром внутренних дел (1836 г.) и, недолго, президентом Совета министров Испании (председатель правительства) в 1854 году.
Сын последнего и наследник маркиза, Теобальдо Сааведра и Куэто (1839—1898), был 1-м маркизом Вианы в 1875 году.